# نبضة القمة
ذروة النبض (باللاتينية ictus cordis)، المسماة أيضًا نقطة النبض القصوى (بي إم آي)، هي أبعد نقطة نحو الخارج (جانبيًا) ونحو الأسفل (سُفليًا) من عظم القص التي يمكن الشعور عندها بنبضات القلب. ونبضات القلب هي نتيجة دوران القلب والتحرك إلى الأمام والخفقان في مقابل جدار الصدر خلال عملية انقباض القلب.
وتُعرف ذروة النبض أيضًا باسم «النبض القمي».

## التعريف
يمكن جس ذروة النبض الطبيعية في البرك أو الحَيِّز الوَربِيّ الخامس الأيسر عند نقطة التقاطع مع خط منتصف الترقوة الأيسر. وتحدث ذروة النبض عند الأطفال في الحيز البيني من الضلع الرابع في منتصف الحلَمَة. وقد توجد ذروة النبض أيضًا في أماكن غير معتادة؛ في العديد من حالات القلب اليميني، ويمكن الشعور بذروة النبض في الجانب الأيمن.

## التفسير

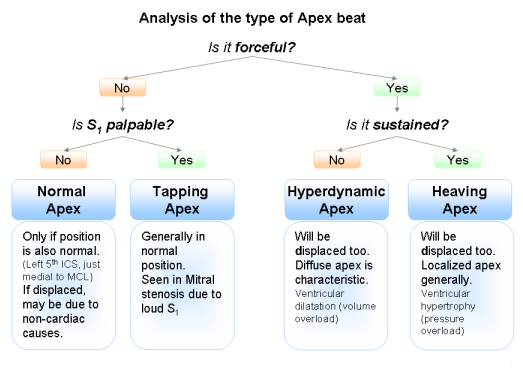
خُوارزمية لتصنيف خصائص ذروة النبض

 تشير عادةً الإزاحة الجانبية و/أو السفلية لذروة النبض إلى ضخامة حجم القلب، وهو ما يسمى بتضخم القلب. وقد تتم إزاحة ذروة النبض أيضًا بسبب حالات أخرى مثل:
- الأمراض الجنبية أو الرئوية
- تشوهات جدار الصدر أو الفقرات الصدرية

وأحيانًا تكون ذروة النبض غير محسوسة، إما بسبب سماكة جدار الصدر، أو في الحالات التي يقل فيها حجم النبضة، مثلما يحدث أثناء تسرع القلب البُطيني أو الصدمة.
وقد تقدم خصائص ذروة النبض أدلة تشخيصية جوهرية:
- تشير النبضات القوية إلى الضغط الزائد في القلب (مثلما قد يحدث في حالة فرط ضغط الدم)
- تشير ذروة النبض غير المنسقة (مختلة الحركة) التي تضم مساحة أكبر من المعتاد إلى خلل وظيفي بطيني مثل تمدد الأوعية الدموية بعد احتشاء عضلة القلب

تظهر في الصورة خوارزمية لتصنيف بعض الخصائص الشائعة لذروة النبض.

## وصلات خارجية
- Examination of Cardiac Apex Beat